# Jack McClinton
Jack McClinton, né le 19 janvier 1985 à Baltimore, dans le Maryland, est un joueur américain de basket-ball. Il évolue durant sa carrière au poste d'arrière.